# Georg Blumenthal (Mediziner)
Georg Richard Blumenthal (geboren am 8. April 1888 in Biesenthal; gestorben am 15. März 1964 in Berlin) war ein deutscher Augenarzt, Mikrobiologe, Bakteriologe, Serologe und Immunologe. Er wurde aufgrund seiner jüdischen Herkunft verfolgt und musste deshalb im März 1933 das Robert Koch-Institut (RKI) verlassen.

## Leben bis zur Machtübernahme durch die Nazis
Georg Blumenthal wurde als Sohn des praktischen Arztes und Sanitätsrates Ludwig Blumenthal und seiner Ehefrau Rosa, geborene Meyers, geboren. Er hatte zwei jüngere Schwestern, Berta und Käthe. Die Familie war jüdischen Glaubens.
Nach dem Umzug der Familie nach Berlin machte Blumenthal 1905 sein Abitur an dem Friedrichs-Gymnasium Berlin und studierte anschließend bis 1910 Medizin an den Universitäten in Berlin, Erlangen und Halle. Sein Staatsexamen bestand er in Halle im Januar 1911. Es folgte das obligatorische praktische Jahr, für das er nach Berlin zurückkehrte und zunächst am Krankenhaus Moabit tätig wurde. Im Juni 1911 kam er als 23-jähriger Medizinalpraktikant an das Königlich Preußische Institut für Infektionskrankheiten, das heutige Robert Koch-Institut (RKI), und wurde in der Serologischen Abteilung bei dem Bakteriologen August von Wassermann eingesetzt. Er blieb über das praktische Jahr hinaus am RKI, erhielt dort 1912 seine Approbation als Arzt und schrieb 1913 seine Dissertation über Die Wertbestimmung des Genickstarreserums. Als von Wassermann die Abteilung verließ, arbeitete Blumenthal unter dessen Nachfolger Richard Otto in der serologischen Abteilung weiter.
Während des Ersten Weltkriegs diente Blumenthal als Sanitätsoffizier u. a. im Seuchenlazarett in Sinceny, dem Kriegslazarett der Abteilung Nr. 2 des IV. Armeekorps.
Nach Kriegsende kehrte Blumenthal zurück zum RKI und arbeitete zunächst als Assistent, später als Oberassistent in der serologischen Abteilung. Er erwarb im Jahr 1928 neben seiner Tätigkeit im RKI noch die Berechtigung, als selbständiger Augenarzt zu praktizieren. Des Weiteren war er als Dozent für Bakteriologie und Immunologie an der Berliner Universität tätig. Nach der Machtergreifung der Nationalsozialisten im März 1933 musste Blumenthal aufgrund seiner jüdischen Herkunft das RKI verlassen. Auch seine bereits 1932 bei der Medizinischen Fakultät der Universität Berlin eingereichte Habilitationsschrift wurde abgewiesen, obwohl die Fakultät sie bereits positiv beurteilt hatte.

## Zeit des Nationalsozialismus
Nach der Machtergreifung der Nationalsozialisten wurde im Frühjahr 1933 das Gesetz zur Wiederherstellung des Berufsbeamtentums erlassen. Auf der Basis dieser gesetzlichen Vorlage wurde Georg Blumenthal im März 1933 wie alle jüdischen Mitarbeitenden am RKI wegen seiner jüdischen Herkunft entlassen.
Nach der Entlassung aus dem RKI wurde Blumenthal von den Nazis überwacht. Dennoch durfte er als niedergelassener Arzt eine Augenarztpraxis weiterführen. Gegen den Entzug der Kassenzulassung hatte er Beschwerde eingelegt, der wegen seiner Tätigkeit als Arzt im Seuchenlazarett Sinceny im Ersten Weltkrieg am 29. Juli 1933 mit Bescheid vom Reichsarbeitsministerium stattgegeben wurde. Damit wurde Blumenthal das Frontkämpferprivileg zuerkannt und er konnte zunächst weiter praktizieren. Mit der Vierten Verordnung zum Reichsbürgergesetz wurde ihm die Approbation zum 30. September 1938 entzogen. Von diesem Zeitpunkt an durfte er sich nur noch Krankenbehandler nennen, eine diskriminierende Begriffsbildung in der Zeit des Nationalsozialismus für jüdische Ärzte, die ihren Beruf aber weiter zur Behandlung jüdischer Bürger ausüben durften.
Am 5. Oktober 1942 wurden Blumenthal und seine Frau Agnes von der Gestapo aus ihrer Wohnung vertrieben und auf die Straße gesetzt. Erst vier Wochen später wurde dem Paar eine „Judenwohnung“ zugewiesen. Die Gestapo verfolgte ihn ständig, wollte ihn mehrmals abholen, aber die rechtzeitigen Warnungen eines Polizeioberleutnants bewahrten ihn jeweils vor dem Zugriff. Im Januar 1944 sollte er erneut bei der Gestapo vorstellig werden. Als am 30. Januar 1944 die Wohnung der Blumenthals bei einem Bombenangriff völlig zerstört wurde, flüchteten die Eheleute aus Angst vor der Gestapo in den Untergrund. Zunächst übernachteten sie in Bunkern und gingen im Februar 1944 nach Kähme im Kreis Birnbaum (Warthegau). Dort kamen sie bei dem polnischen Bauern Viktor Kotki unter. Georg Blumenthal war im Besitz eines Wehrpasses, wurde polizeilich angemeldet, erhielt Lebensmittelkarten und behandelte Polen. Aus Angst vor Entdeckung ging er im März 1944 nach Berlin zurück und fand Unterschlupf in der halbverfallenen Gartenlaube seiner Familie ohne Heizung auf der Insel Maienwerder im Tegeler See. Zunächst versorgte ihn seine Ehefrau bis zum Herbst 1944 mit Lebensmitteln, die sie durch ihre Arbeit bei Bauern erwarb. Dann blieb Agnes Blumenthal ebenfalls auf der Insel, ohne sich polizeilich anzumelden, um ihren Mann nicht zu gefährden, bis das Paar am Ende des Zweiten Weltkriegs befreit wurde. Im Frühjahr kamen noch entflohene Soldaten und Volkssturmmänner auf die Insel, die von dem Ehepaar aufgenommen und bis zum Kriegsende betreut wurden.

## Nachkriegszeit
Nach seiner Befreiung stellte sich Blumenthal dem Bürgermeister von Tegel als Arzt zur Verfügung. Im Sommer 1945 kehrte er ins RKI zurück und half bei dessen Wiederaufbau mit. Am 23. Januar 1946 wurde er vom Magistrat von Berlin, Abteilung für Sozialwesen, Hauptausschuss Opfer des Faschismus, Abteilung Opfer der Nürnberger Gesetzgebung als Opfer des Faschismus anerkannt. Noch im gleichen Jahr wurde ihm seine Zulassung als Augenarzt wieder erteilt und er durfte die serologische Abteilung im RKI leiten. Dort konnte er seine 1933 zwangsweise unterbrochene Arbeit an der Serodiagnostik fortsetzen. Die Humboldt-Universität zu Berlin (HU Berlin) verlieh ihm 1947 den Professorentitel und übertrug ihm einen Lehrauftrag. Über die eigentliche Altersgrenze hinaus war er bis kurz vor seinem Tod mit 75 Jahren am RKI tätig. Er gehörte zu den Mitbegründern der medizinischen Fachzeitschrift Blut : Zeitschrift für die gesamte Blutforschung, heute Annals of Hematology. 50 Jahre nach dem Beginn seiner Tätigkeit am RKI im Jahr 1961 wurde das Goldene Jubiläum seiner Institutszugehörigkeit feierlich begangen.
Dass Ehepaar Blumenthal hatte testamentarisch die Gründung der Georg und Agnes Blumenthal-Stiftung verfügt, aus deren Mitteln bis heute die serologische Forschung am RKI gefördert wird.

## Ehrungen
- 1956: Verleihung des Großen Verdienstkreuz zum Bundesverdienstorden[6]
- 1961: Erhalt der Robert Koch-Plakette[6]

## Familie
Georg Blumenthal heiratete 1931 die Nichtjüdin Agnes Heinrich (1897–1973). Die Ehe blieb kinderlos.
Sein Vater verstarb am 25. Januar 1933 in Berlin wenige Tage vor der Machtergreifung der Nazis. Seine Mutter Rosa Blumenthal wurde im 82. Lebensjahr am 20. August 1942 vom Anhalter Bahnhof in das Ghetto Theresienstadt deportiert und starb dort am 12. September 1942.
Seine Schwester Käthe Zieger, geb. Blumenthal, war ausgebildete Kinderärztin. Nach der Machtergreifung durch die Nazis wurde ihr ebenfalls die Kassenzulassung entzogen und das Arztschild ihrer Praxis mit einem Davidstern versehen. Die Sturmabteilung (SA) stellte Wachposten vor ihrer Praxis auf, um Patienten am Zugang zur Praxis zu hindern. Zieger entzog sich fortan durch ständige Wohnortwechsel der Verhaftung durch die Gestapo.

## Schriften
- Die Wertbestimmung des Genickstarreserums, Dissertation 1913